# 650 Amalasuntha
650 Amalasuntha
650 Amalasuntha là một tiểu hành tinh ở vành đai chính, thuộc nhóm tiểu hành tinh Nysa. Nó được August Kopff phát hiện ngày 4.10.1907 ở Heidelberg và được đặt theo tên Amalasuntha, con gái của Theoderich, nữ hoàng bộ tộc người Ostrogoth